# Južni greben
Južni greben je nenaseljeni otočić južno od Silbe, u hrvatskom dijelu Jadranskog mora.
Njegova površina iznosi 0,139 km². Dužina obalne crte iznosi 2,17 km.